# George Walpole (3e comte d'Orford)
George Walpole, 3e comte d'Orford (2 avril 1730 - 5 décembre 1791) est un administrateur britannique, homme politique et pair. 

## Biographie
Il est le seul enfant de Robert Walpole (2e comte d'Orford) et de son épouse Margaret Rolle (15e baronne Clinton), baronne Clinton. Ses parents se sont séparés peu de temps après sa naissance. La maîtresse de son père, Hannah Norsa, célèbre chanteuse et actrice à Covent Garden, élit domicile à Houghton Hall de 1736 jusqu'à la mort de son père. La mère d'Orford se remarie en 1751 et est enterrée à Livourne en 1781, "une femme d'un caractère très singulier et considérée à moitié folle". 
Résidant à Houghton Hall à Norfolk, entre 1751 et 1791, il est haut commissaire de King's Lynn et haut commissaire de Yarmouth un grand port de pêche. 
Il est Lord Lieutenant du Norfolk à partir de 1757 et colonel de la milice de Norfolk en 1759. Il est également Lord de la chambre à coucher du roi George II jusqu'à la mort de ce dernier, puis du roi George III jusqu'en 1782. 
À la mort de son père, le 31 mars 1751, il lui succède comme 3e comte d'Orford. À la mort de sa mère en 1781, il devient le seizième baron Clinton. 
Un mariage est envisagé avec une héritière, Margaret Nicoll mais est abandonné par son oncle, Horace Walpole. Au lieu de cela, Margaret épouse le duc de Chandos. 
Il est un fauconnier célèbre. Il aime aussi la chasse au lièvre et fonde le Swaffham Coursing Club en 1776. Initialement composé de 26 membres, chacun nommant ses lévriers d'après une lettre différente de l'alphabet. Pendant quelques années, il est le principal club de course en Angleterre, organisant plusieurs réunions par an. Il organise également des courses pour les agriculteurs voisins et distribue des prix. Il devient extravagant (son père est décédé probablement en faillite) et de plus en plus excentrique et est finalement mort fou. Il ne laisse aucun héritier légitime, ne s'étant jamais marié, et à sa mort, à l'âge de 61 ans, ses titres - à l'exception du titre de baron Clinton, qui, en raison de sa grande antiquité, a la particularité de pouvoir passer par la lignée féminine et passe dans la famille Trefusis, descendants de la grand-tante de Walpole, Bridget Rolle (1648-1721), est transmise à son oncle, Horace Walpole, qui récupère également le domaine encore lourdement dégradé de Houghton. 
Il existe des preuves documentaires selon lesquelles il aurait eu une fille illégitime, nommée Georgina Walpole, dont la mère est Mary Sparrow d'Eriswell. 

## Mauvaise gestion et extravagance
On se souvient particulièrement d’Orford pour sa vente en 1778 de la magnifique collection d’art de son grand-père à Catherine la Grande. Elle fait maintenant partie du cœur de la collection du Musée de l'Ermitage à Saint-Pétersbourg. 
Il voulait que la vente des tableaux se déroule dans le secret, mais son plan finit par fuiter et suscite un vif intérêt dans le public. Les administrateurs du British Museum demandent au Parlement de les acheter et de construire un nouveau bâtiment dans l'enceinte du British Museum. La vente éventuelle à l'impératrice de Russie est considérée comme une calamité nationale. 
204 peintures sont reçues à Saint-Pétersbourg; certaines sont vendues dans les années 1930; et 126 tableaux restent à l’Hermitage. 